# 小行星4650
小行星4650（英語：4650 Mori）是一颗围绕太阳公转的小行星。1950年10月5日，卡尔·威廉·雷睦斯在海德堡发现了此天体。
这颗小行星的绝对星等为91.87450等。